# Mesòfil
Mesòfil és l'organisme viu o la comunitat d'organismes que viuen òptimament en ambients amb valors mitjans d'un determinat factor ecològic, especialment la humitat i la temperatura, típicament entre els 20 i 45 °C, i que es desenvolupa malament en condicions extremes. Per tant, s'oposa a conceptes com termòfil, criòfil, psicròfil o extremòfil.
No s'ha de confondre amb el mesofil·le que és la part del mig d'una fulla.
Aquest terme s'aplica principalment a microorganismes.
Els hàbitats d'aquests microorganismes inclouen especialment el formatge, iogurt, i els microorganismes mesòfils sovint s'inclouen en els processos per fer la cervesa i el vi.